# The Haunted Manor
The Haunted Manor er en amerikansk stumfilm fra 1916 af Edwin Middleton.

## Medvirkende
- Iva Shepard
- Earl Schenck
- Henry W. Pemberton
- William H. Hopkins
- Gertrude Robinson